# Čapljinac
Čapljinac (en serbe cyrillique : Чапљинац) est un village de Serbie situé dans la municipalité de Doljevac, district de Nišava. Au recensement de 2011, il comptait 918 habitants.

## Démographie

### Évolution historique de la population
| 1948 | 1953  | 1961  | 1971  | 1981  | 1991  | 2002  | 2011 |
| ---- | ----- | ----- | ----- | ----- | ----- | ----- | ---- |
| 943  | 1 017 | 1 034 | 1 050 | 1 125 | 1 104 | 1 008 | 918  |

|  |